# Onciale cyrillique

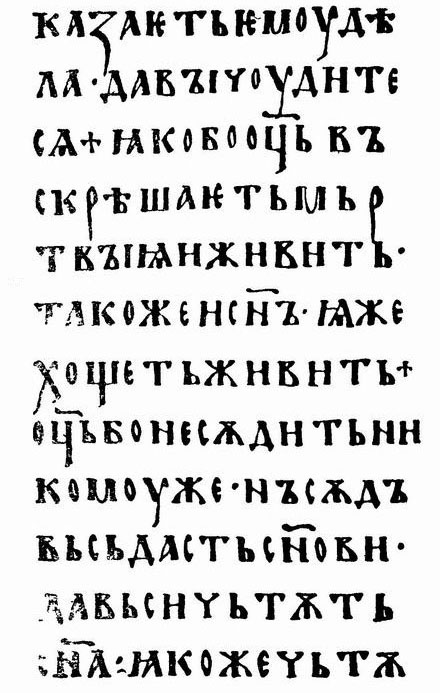
Page l’Évangéliaire d'Ostromir en onciale cyrillique.

L’écriture onciale cyrillique ou oustav (устав en russe) est un style de l’alphabet cyrillique développé au XIe siècle sur le modèle de l’onciale grecque. Les lettres, toutes majuscules, sont de proportion pratiquement carrée. Elle évolue pour donner la semionciale cyrillique qui la remplace à partir du XVe siècle.

## Exemples
Certains manuscrits des IXe – XIe siècles sont rédigés en onciale.
- Manuscrits slaves orientaux :
  - Évangéliaire d'Ostromir (1056-57) ;
  - Évangéliaire d'Arkhangelsk (ru) (vers 1092) ;
  - Évangéliaire de Mstislav (ru) (1103—17) ;
  - Évangéliaire de Iouriev (ru) (1119—28) ;
  - Charte de Mstislav (ru) (vers 1130).

- Manuscrits slaves méridionaux :
  - Livre de Sava (en) ;
  - Codex Suprasliensis ;
  - Apostolaire d'Enina (ru).